# Президентские выборы в США (1900)
Президентские выборы 1900 года проходили 6 ноября и оказались переигровкой предыдущих выборов (пятый такой случай в истории): кандидат-республиканец, теперь уже в качестве президента, Уильям Мак-Кинли вновь опередил демократа Уильяма Дженнингса Брайана. В седьмой раз одним из реальных кандидатов в президенты был тот, кто ранее уже проигрывал выборы. 
Возвращение Соединённых Штатов к экономическому процветанию и особенно одержанная в 1898 году победа в Испано-американской войне значительно усилили позиции Мак-Кинли.

## Выборы

### Республиканская партия
926 делегатов Республиканской конвенции, собравшихся в Филадельфии 19-21 июня, неодногласно повторно выдвинули Уильяма МакКинли. Томас К. Платт, «босс» Республиканской партии штата Нью-Йорк, не любил популярного губернатора Теодора Рузвельта, хотя он был тоже республиканцем. Усилия Рузвельта по реформированию политики в Нью-Йорке, в том числе и республиканской политики, привели Платта и других государственных республиканских лидеров к тому, чтобы оказать давление на президента Маккинли, чтобы принять Рузвельта в качестве его нового кандидата в вице-президенты, тем самым заполнив место, оставшееся открытым, когда вице-президент Гаррет Хобарт умер в 1899 году. Рузвельт неожиданно стал президентом после убийства Мак-Кинли.

### Демократическая партия
После того, как адмирал Джордж Дьюи вернулся из Испано-американской войны, он баллотировался в президенты. Но Дьюи разозлил протестантов, так как его жена была католичкой, никогда не голосовал на выбора и сказал, что должность президента будет лёгкой, потому что президент только обеспечивает выполнение законов, принятых Конгрессом." Он понял, что не сможет быть выдвинутым, и прекратил кампанию. На демократической национальной конвенции Уильям Дженнингс Брайан был неодногласно выдвинут в президенты. Бывший вице-президент Эдлай Стивенсон был выдвинут в вице-президенты.

### Другие
Популистская партия выдвинула Уортона Бэйкера и Игнатиуса Доннели. Часть партии поддержала Брайана. Социал-демократическая партия выдвинула Юджина Дебса.

### Кампания
С процветающей экономикой республиканцы вели предвыборную кампанию под лозунгом «Ещё четыре года полных обеденных котелков». Вместе с победой в Испано-американской войне, одержанной в 1898 году, их кампания имела огромную привлекательность для избирателей. Тедди Рузвельт, участвовавший в войне на Кубе, стал национальным героем и популярным республиканским оратором. В своих речах он постоянно утверждал, что война была справедливой и освободила кубинцев и филиппинцев от испанской тирании.
Четыре года назад нация была в напряжении, потому что у самых наших дверей американский остров стенал в скрытой агонии от деспотизма, худшего, чем средневековый. У нас была своя Армения у порога. Ситуация на Кубе стала настолько невыносимой, что нам нельзя было больше оставаться спокойными, чтобы сохранить последний остаток самоуважения… Мы вынули меч и сразились в самой справедливой и блистательно успешной заграничной войне, которую когда-либо видело это поколение.

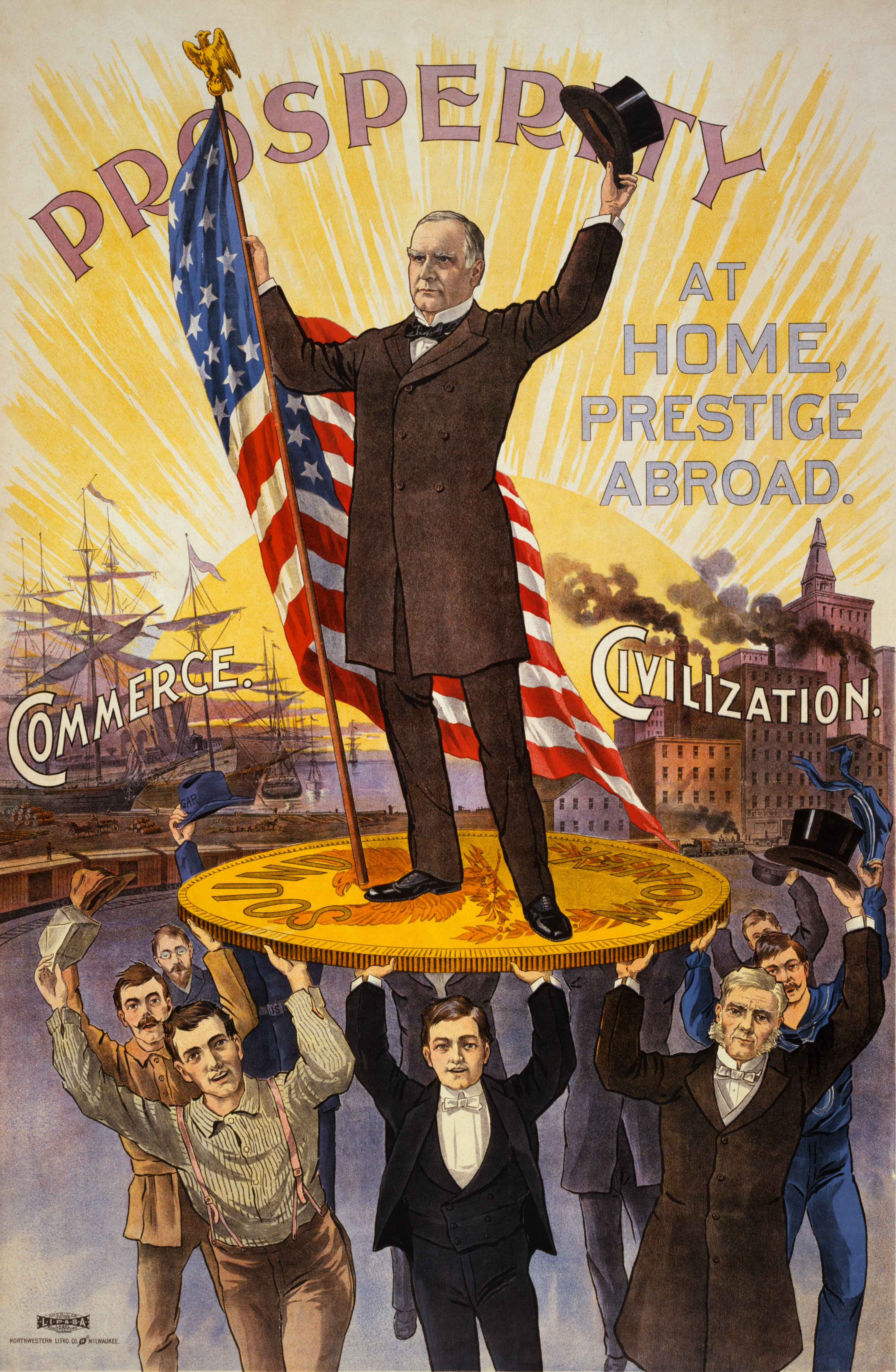
Республиканская кампания: Мак-Кинли на золотой монете (золотой стандарт), поддерживаемый солдатом, бизнесменом, фермером, высококвалифицированным специалистом, заявляет о восстановлении процветания и победе за рубежом.

Кампания Уильяма Брайана была в основном повторением предыдущей с основным призывом к «свободному серебру». Однако, на этот раз она была менее успешной, так как экономика была на подъёме, а производство золота существенно увеличилось благодаря Аляске и Южной Африке, что позволило выпускать больше денег (обеспеченных золотом). Кроме этого, Брайан критиковал империализм Мак-Кинли. Он считал, что вместо освобождения Кубы и Филиппин, администрация просто сменила жестокую испанскую диктатуру на американскую. Особенно Брайан критиковал кровавое подавление восстания филиппинских партизан. Эта тема имела успех в определённых кругах, например, среди бывших золотых демократов (т. н. «твёрдовалютных» немцев) или антиимпериалистов (Эндрю Карнеги).

Делегация, посещающая кандидата в Президенты США от Республиканской партии США Уильяма Мак-Кинли в Кантоне, октябрь 1896 года.

Как и на предыдущих выборах Мак-Кинли выступал с крыльца собственного дома в Кантоне (Огайо) перед привезёнными делегациями избирателей. В один из дней он принял таким образом 16 делегаций и 30 тысяч человек. Брайан, как и четыре года назад, колесил по стране на поезде и участвовал в сотнях встреч на Среднем западе и Востоке страны. Интересно, что Теодор Рузвельт, кандидат в вице-президенты от республиканцев, повторял тактику демократов и также много выступал по стране.

### Результаты
| Кандидат                | Партия                           | Избиратели | Избиратели | Выборщики |
| Кандидат                | Партия                           | Количество | %          | Выборщики |
| ----------------------- | -------------------------------- | ---------- | ---------- | --------- |
| Уильям Мак-Кинли        | Республиканская партия           | 7 228 864  | 51,64%     | 292       |
| Уильям Дженнингс Брайан | Демократическая партия           | 6 370 932  | 45,52%     | 155       |
| Джон Грэнвилл Уолей     | Партия запрета                   | 210 864    | 1,51%      | 0         |
| Юджин Виктор Дебс       | Социал-демократическая партия    | 87 945     | 0,63%      | 0         |
| Уортон Бэйкер           | Популистская партия              | 50 989     | 0,36%      | 0         |
| Джозеф Фрэнсис Мэлоней  | Социалистическая трудовая партия | 40 943     | 0,29%      | 0         |
| Другие                  | —                                | 6 889      | 0,05%      | 0         |
| Всего                   | Всего                            | 13 997 426 | 100%       | 447       |